# Kuopio
Kuopio è una città finlandese di 122594 abitanti, situata nella regione del Savo Settentrionale.

## Geografia
L'area urbana si estende per 1.730 km², di cui 805 occupati da acque e foreste. Con una popolazione di oltre 90.000 persone è l'ottava città del paese. Comprendendo i dintorni, la popolazione raggiunge i 120.000 abitanti. È un'importante sede universitaria. Dal 2011 comprende l'ex comune di Karttula. La città è circondata dal lago Kallavesi e diversi quartieri sono costruiti su isole.

## Storia
La prima popolazione di savoniani si stabilì in questa zona al termine del XV secolo, e nel 1551 fu costruita la prima chiesa. Nel 1652 il conte Per Brahe fondò la "chiesa-villaggio" di Kuopio, che però ebbe scarsa rilevanza fino a quando nel 1775 Gustavo III di Svezia le concesse lo statuto di città. A partire dagli anni cinquanta dell'Ottocento Kuopio fu scelta come luogo di residenza da alcuni importanti personaggi del romanticismo nazionalista, ma conobbe il suo sviluppo più significativo nel XX secolo.

## Monumenti e luoghi d'interesse
- La cattedrale di San Nicola, della chiesa ortodossa finlandese
- La cattedrale luterana di Kuopio
- La sauna di Jätkänkämppä, considerata la sauna più grande del mondo. Si trova nei pressi di un lago, in un ex campo di taglialegna. È aperta ad ambo i sessi e ha una capacità di 60 persone (ma può arrivare fino a 130)
- La Torre di Puijo

## Sport

### Sci
Stazione sciistica specializzata nello sci nordico, Kuopio ospita piste per la pratica dello sci di fondo e trampolini per il salto con gli sci raggruppati sulla collina Puijo.

### Calcio
La squadra principale della città è il Kuopion Palloseura.

## Cucina locale

### Kalakukko
La città è famosa per il kalakukko, un impasto di pane di segale, pesce e pancetta, specialità della cucina finlandese, divenuto una sorta di piatto nazionale della Finlandia. Il kalakukko può essere acquistato e mangiato ancora caldo nelle botteghe di fornai e nel colorato mercato all'aperto, che costituisce un'attrazione turistica locale.
Dal 2002, il preparato ha ottenuto dall'Unione europea il riconoscimento di Specialità tradizionale garantita (STG), all'interno del quadro di protezione comunitaria dei prodotti alimentari tipici.

## Amministrazione

### Gemellaggi
- Besançon, Francia
- Bodø, Norvegia
- Castrop-Rauxel, Germania
- Craiova, Romania[5]
- Gera, Germania
- Győr, Ungheria
- Jönköping, Svezia[6]
- Minneapolis, Stati Uniti
- Opole, Polonia
- Pitkyaranta, Russia
- Pskov, Russia
- Svendborg, Danimarca
- Trebisonda, Turchia
- Winnipeg, Canada